# Pfarrhaus (Stein im Allgäu)

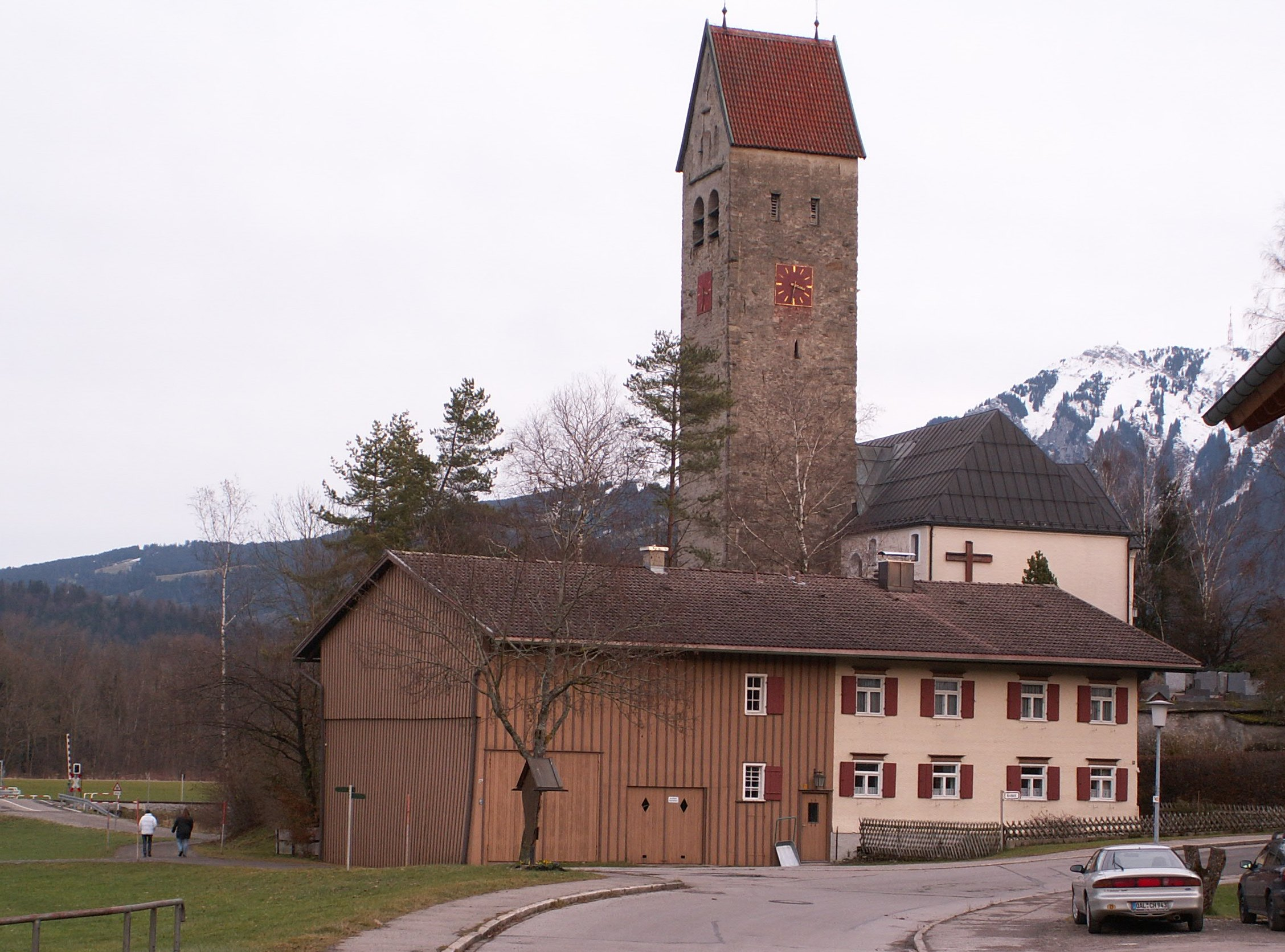
Pfarrhaus in Stein im Allgäu, dahinter die Pfarrkirche St. Mauritius

Das Pfarrhaus in Stein im Allgäu, einem Stadtteil von Immenstadt im Allgäu im Landkreis Oberallgäu im bayerischen Regierungsbezirk Schwaben, wurde 1762/63 errichtet. Das Pfarrhaus am Kirchbichl 3, neben der katholischen Pfarrkirche St. Mauritius, ist ein geschütztes Baudenkmal.
Der zweigeschossige, verschindelte Blockbau besitzt ein flaches Satteldach.